# Đồng bằng duyên hải

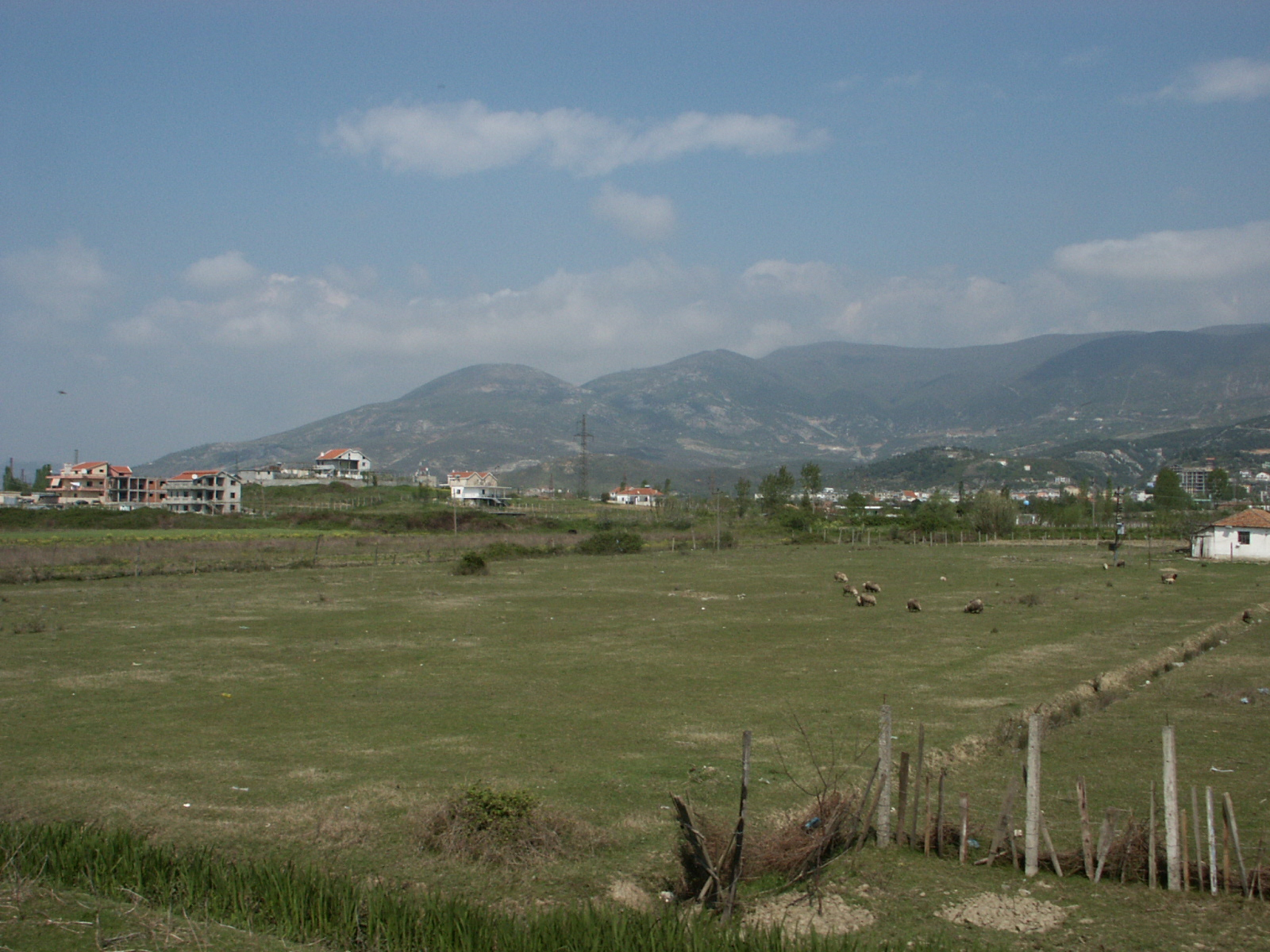
Đồng bằng ven biển ở Albania

Đồng bằng duyên hải, còn gọi là đồng bằng ven biển là một vùng đất trải rộng, thấp với một bên là biển và bên còn lại là địa hình cao trong nội địa. Thực thế là tỉnh địa chất của đồng bằng ven biển kéo dài vượt khỏi đường bờ biển ra đến thềm lục địa.
Các đồng bằng ven biển hình thành theo hai cách chính. Cách thứ nhất là khi mực nước biển hạ xuống khiến thềm lục địa trước đó chìm dưới nước thì nay nổi lên và trở thành đồng bằng ven biển. Cách còn lại là khi các con sông mang đất, đá và các trầm tích ra đại dương, dần dần bồi đắp và tạo nên đồng bằng ven biển.
Mặc dù các lục địa đều có đồng bằng ven biển nhưng một số thì hẹp và bị chia cắt trong khi số khác thì rộng lớn và liên tục. Đồng bằng ven biển biến đổi theo thời gian do có các con sông để lại trầm tích ở nơi nước nông của thềm lục địa.